# Sophie Merveilleux du Vignaux
Pour les autres membres de la famille, voir Merveilleux du Vignaux.
Sophie Merveilleux du Vignaux, née le 25 août 1979 à Pau (Pyrénées-Atlantiques), est une essayiste française.

## Biographie
Sophie Merveilleux du Vignaux suit des études d'administration économique et sociale à l'université Panthéon-Assas et obtient un DEUG en 1999. Elle étudie ensuite à l'École des hautes études internationales et politiques (HEIP), où elle rédige un mémoire de fin d'études appelé Aux frontières du secret : la politique d'ouverture de la DGSE (1990-2003).
Elle reçoit du Centre français de recherche sur le renseignement le prix du jeune chercheur 2003 pour son mémoire.
Elle se spécialise ensuite dans les questions relatives aux services spéciaux dans le monde, notamment la DGSE et publie son premier ouvrage, en mai 2007, sous l’impulsion de Vladimir Volkoff, Désinformation et services spéciaux aux éditions du Rocher. Dans cette étude, elle analyse les liens entre les services de renseignement, les médias et l'opinion. L'étude de l’affaire du Rainbow Warrior lui permet d'illustrer ses propos et offre  un éclairage original et concret de ce cas d’école de la désinformation sous toutes ses formes.
En 2013, elle publie L'affaire Greenpeace aux éditions Ouest-France.
Elle a travaillé à l'Institut Thomas-More.